# أتولف
أتولف (باللاتينية: Ataulphus) هو ملك القوط الغربيّين في شبه الجزيرة الأيبيرية منذ عام 410 إلى 415م. من بين أهمّ إنجازاته تحويل مملكة القوط الغربيين من تحالفٍ قبليّ بدائي إلى قوة سياسية كبيرة كان لها دورٌ كبير في العصور القديمة المتأخّرة.

## سيرته
انتخب أتولف دون معارضةٍ ليحكم القوط الغربيّين بعد وفاة صهره - ملك القوط السَّابق - ألاريك الأول، إذ كان ألاريك قد أصيب قبلها بأيَّامٍ بمرض مفاجئٍ أدى إلى موته في إقليم قلورية الإيطالي. كان أوَّل إجراءٍ اتخذه أتولف بعد أن تولَّى القيادة هو إيقاف توسُّع القوطيين جنوب إيطاليا، والذي كان قد بدأه ألاريك من قبل.
في هذه الأثناء، كان قد نجح المتمرّد قسطنطين الثالث بانتزاع بلاد الغال من الإمبراطورية الرومانية الغربية، ولذا قام قائد جيوش الإمبراطورية الرومانية - المدعو قسطنطينيوس الثالث - بمساعدة الإمبراطور فلافيوس هونوريوس بإرسال حملة عسكرية إلى الغال عام 411، تمكَّنت من استعادة الإقليم بعد حصارٍ لمدينة آرل، وقدَّم أتولف المساعدة للرومان في هذه الحملة بإرسال جيشٍ من القوط الغربيين قاده مبشّر يدعى ألفيلاس.

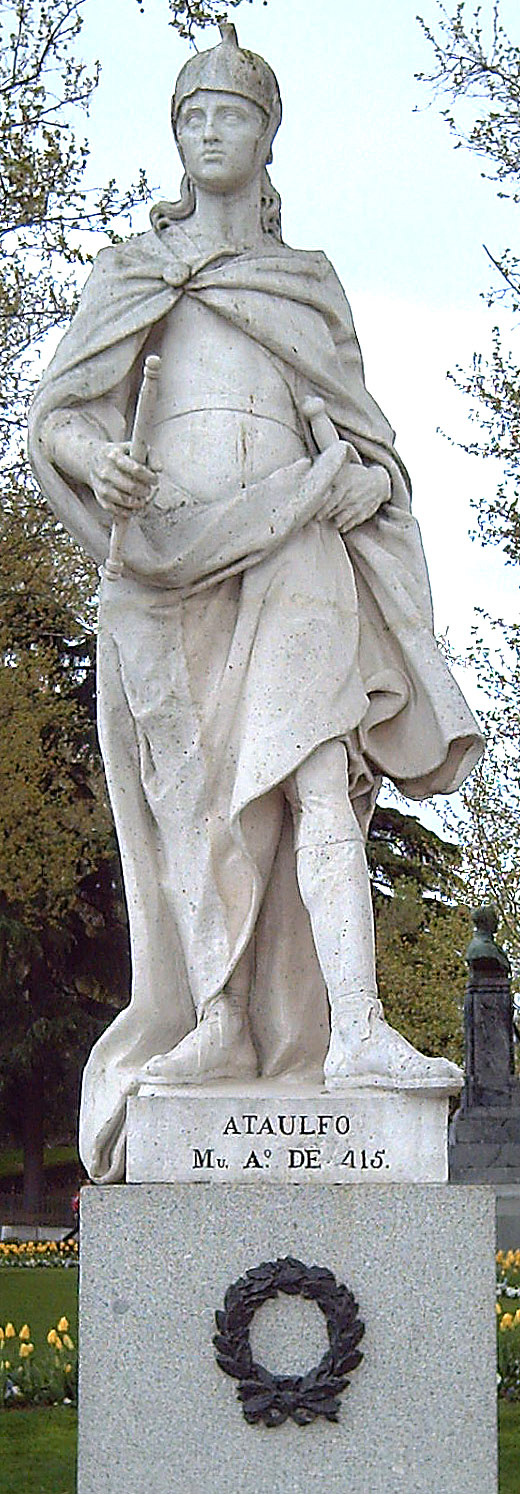
نصب تذكاري لأتولف في مدينة مدريد الإسبانية، نحت بين عامي 1750 و1753م.

إلا أنَّ قسطنطيوس انقلب على القوط بعد هذه الحرب، فبدأ بمهاجمتهم ومطاردتهم في أنحاء الإمبراطورية، حتى قرَّر أتولف أخيراً الجلاء عن إيطاليا بعد عقودٍ عدَّة قضاها القوط هناك. انتقل أتولف بقومه إلى بلاد الغال، التي كانت هادئةً لوقتٍ قصير بذلك الحين، فسكنوا أرياف الإقليم بسلام. ولأن أتولف كان يحمل معه أسيرة تدعى غالا بلاسيديا هي أخت إمبراطور روما، فإنَّ الرومان قدَّموا له معوناتٍ مالية ساعدته على البقاء.
بعد أن وصل أتولف إلى الغال، بدأ بمحاولة التفاوض مع متمرّد على الإمبراطورية الرومانية يدعى جوفينوس ليقيم تحالفاً معه، إلا أنَّ جويفنوس فضَّل على ذلك أن يتحالف مع عدوٍّ لأتولف يدعى ساروس، ممَّا أغضب أتولف، فجمع قواته من القوط وهاجم ساروس وقتله. ثم تحالف أتولف مع الإمبراطور الروماني هونوريوس ليقضي على المتمرّد جوفينوس، فنجح بهزيمته هو الآخر هزيمةً قوية. تمكن جوفينوس من النجاة وهرب بعيداً، لكن أتولف أمسك به في مدينة فالانس عام 413 وأعدمه.
نجح أتولف نتيجة هذا العمل بكسب ثقة ومودَّة الإمبراطور هونوريوس، فقرر الإمبراطور مكافأته بتزويجه من أخته غالا بلاسيديا، حيث أقيم الزفاف في أربونة أو فورلي بمطلع عام 414.
إلا أنَّ أحد مساعدي الإمبراطور هونوريوس (وهو قسطنطينيوس الثالث الذي أصبح لاحقاً إمبراطور روما) حرَّضه ضدَّ أتولف وأقنعه بمعاداته، ونجح بالحصول على إذنٍ من الإمبراطور لمحاصرة موانئ البحر المتوسط في بلاد الغال لمنع القوط من استخدامها. وقد ردَّ أتولف على ذلك بتنصيب أحد أتباعه إمبراطوراً لروما، وأقيم حفل التتويج في مدينة بوردو الفرنسية عام 414. إلا أنَّ الحصار البحريَّ الذي أقامه قسطنطينيوس نجح بتضييق الخناق على أتولف، فاضطرَّ في آخر الأمر للجلاء عن بلاد الغال إلى شمال شبه الجزيرة الأيبيرية.
أثناء إقامة أتولف في شمال أيبيريا، قام بتعيين أحد أتباع عدوّه المقتول ساروس في خدمته. إلا أنَّ الرجل كان في الحقيقة خائناً ادَّعى رغبته بالانضمام إلى أتولف بهدف اغتياله، انتقاماً لسيّده ساروس، وقد استغلَّ وقتاً كان أتولف مشغولاً فيه بأخذ حمامٍ في قصره بمدينة برشلونة، فانقضَّ عليه وقتله.
بعد مقتل أتولف، تولَّى رجل يدعى سايجيريك - وهو أخو ساروس - حكم مملكة القوط الغربيّين، إلا أنَّ محارباً قوطياً يسمى واليا سُرعَان ما اغتال سايجيريك بدوره ونصَّب نفسه ملك القوط.